# Història de Galícia

Galícia

La història de Galícia és rica i molt antiga, d'arrels celtes i galaicoportugueses. Galícia (en gallec Galicia o Galiza) avui és una comunitat autònoma espanyola al nord-oest de la península Ibèrica.
La cultura megalítica va ser la primera gran cultura identificada, caracteritzada per la seva capacitat constructora i arquitectònica. La cultura megalítica va deixar enormes monuments de pedra de caràcter funerari: dòlmens. Va tenir la màxima esplendor al tercer mil·lenni aC
Entre el 1900 i el 1500 aC arriba la metal·lúrgia, especialment el bronze i el coure, apareixen les eines i les armes de metall. També són d'aquesta època els anomenats "petròglifs" (gravats rupestres en pedres a l'aire lliure). Les comunitats ja dominaven l'agricultura i els fruits els dipositaven en ceràmica i ja es comercialitzava amb altres països atlàntics.
Durant el primer mil·lenni la cultura megalítica anirà evolucionant cap a una cultura més autòctona del nord-oest de la península Ibèrica: la cultura castrexa. Contribuirà a la formació d'aquesta cultura el comerç amb altres pobles de l'oceà Atlàntic i del Mediterrani. La característica més peculiar d'aquesta cultura són els assentaments anomenats castros, els quals són poblacions murallades, on predominen les formes circulars i situades de manera estratègica en llocs fàcils de defensar.

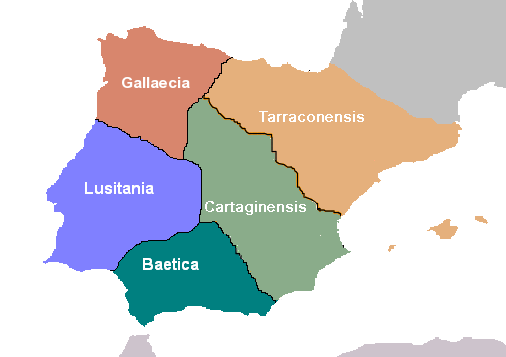
Galícia en la divisió provincial romana

El 137 aC els romans visitaven per primera vegada el territori castrexo, a través d'una expedició, al 61 o 60 aC Juli Cèsar arribà amb el seu potent exèrcit a aquelles terres, i finalment l'any 26 aC, August aconseguirà el domini total de la Gal·lècia, que va quedar dividida en tres convents (conventus iuridici): Lucus Augusti, Asturica Augusta i Bracara Augusta.

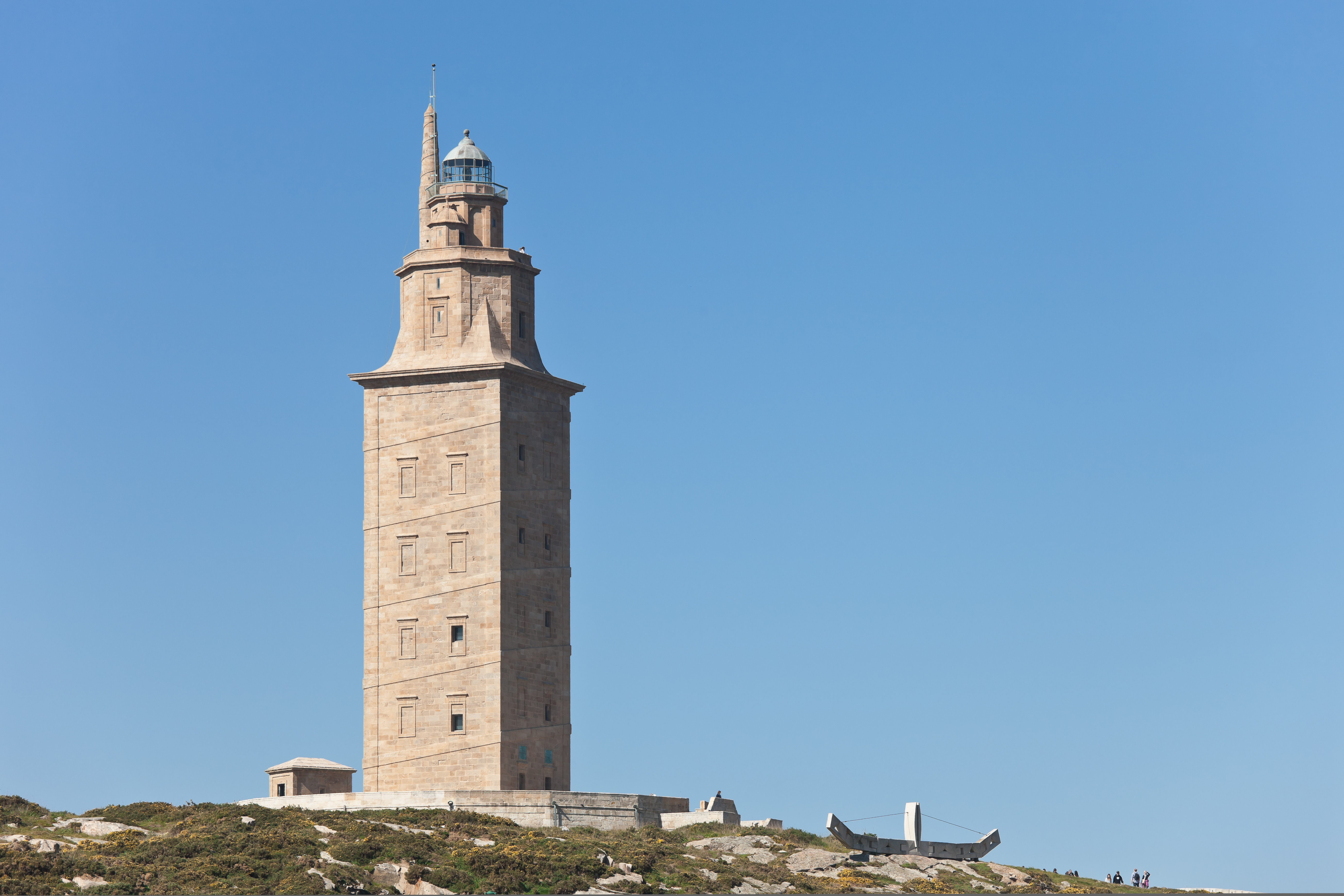
La Torre d'Hèrcules, a la Corunya.

Durant les invasions del segle v, Galícia va caure en mans dels sueus el 411, els quals hi formaren un regne. El 584 el rei visigot Leovigild va envair el rei sueu de Galícia derrotant-lo i incorporant-lo al control visigot. Durant la conquesta omeia d'Hispània, els musulmans hi van establir una guarnició, però va ser evacuada en 740 i el territori ocupat per Alfons I d'Astúries.
Durant els segles IX i X, els comptes de Galícia van fluctuar en la seua obediència al seu rei nominal. Al mateix temps els normands i el vikings van atacar les costes gallegues. Les torres de Catoira a Pontevedra es van construir com a fortificacions per a evitar que els vikings atacaren Santiago de Compostel·la. El 1063, Ferran I de Castella va dividir el seu regne entre els seus fills. Galícia va passar a mans de Garcia I de Galícia. El 1072 va ser forçat a annexionar-se, i va romandre com a part del regne de Castella i Lleó, encara que amb un grau important d'autonomia.
L'últim episodi de la independència gallega va ser el conflicte dinàstic entre Isabel de Castella i Joana la Beltraneja (Xoana a Beltranexa). La reina Isabel, durant el seu regnat a Castella va acusar, sense que la historiografia l'haja comprovat, que Joana era filla bastarda de Beltran i l'antiga reina (i per tant va ser coneguda com la Beltraneja). Després de les lluites polítiques que es van produir, Joana i els nobles que li donaven el seu suport van perdre, obrint el pas a la dominació castellana. Galícia va perdre la seua iniciativa política i la seua autonomia econòmica. Va ser designat un governador o capità general i corregidors per a les principals ciutats i s'hi va constituir una Reial Audiència, consolidant així el poder monàrquic centralitzat. Amb els Borbons, la Intendència va assumir les competències d'hisenda i militars, i els corregidors les de policia i justícia. Des de 1500 ja existia una Junta, una espècie de parlament, però sense cap poder real.
Amb un creixement demogràfic molt més sostingut que els regnes veïns, a mitjans del segle xviii Galícia va triplicar la densitat de població de Castella. No obstant això, durant este període, el 90% de la població era rural. De fet, a mitjans del segle xvi només Pontevedra, Compostel·la i Ourense superaven els 1000 "veïns" o habitants.
El 1833 Galícia va perdre la seua representativitat com a unitat administrativa i va desaparèixer la Junta del Regne de Galícia. El territori va ser dividit en quatre províncies sota l'administració del govern espanyol. En aqueix segle va sorgir el primer moviment polític per a defendre Galícia de la pèrdua d'aquests poders d'autonomia. Al llarg del segle també es va organitzar un moviment de la defensa de la cultura gallega i l'afermament de la consciència de diferenciació cultural paral·lel a un ideal polític. El moviment també proposava la recuperació de la llengua gallega com a vehicle d'expressió culte.

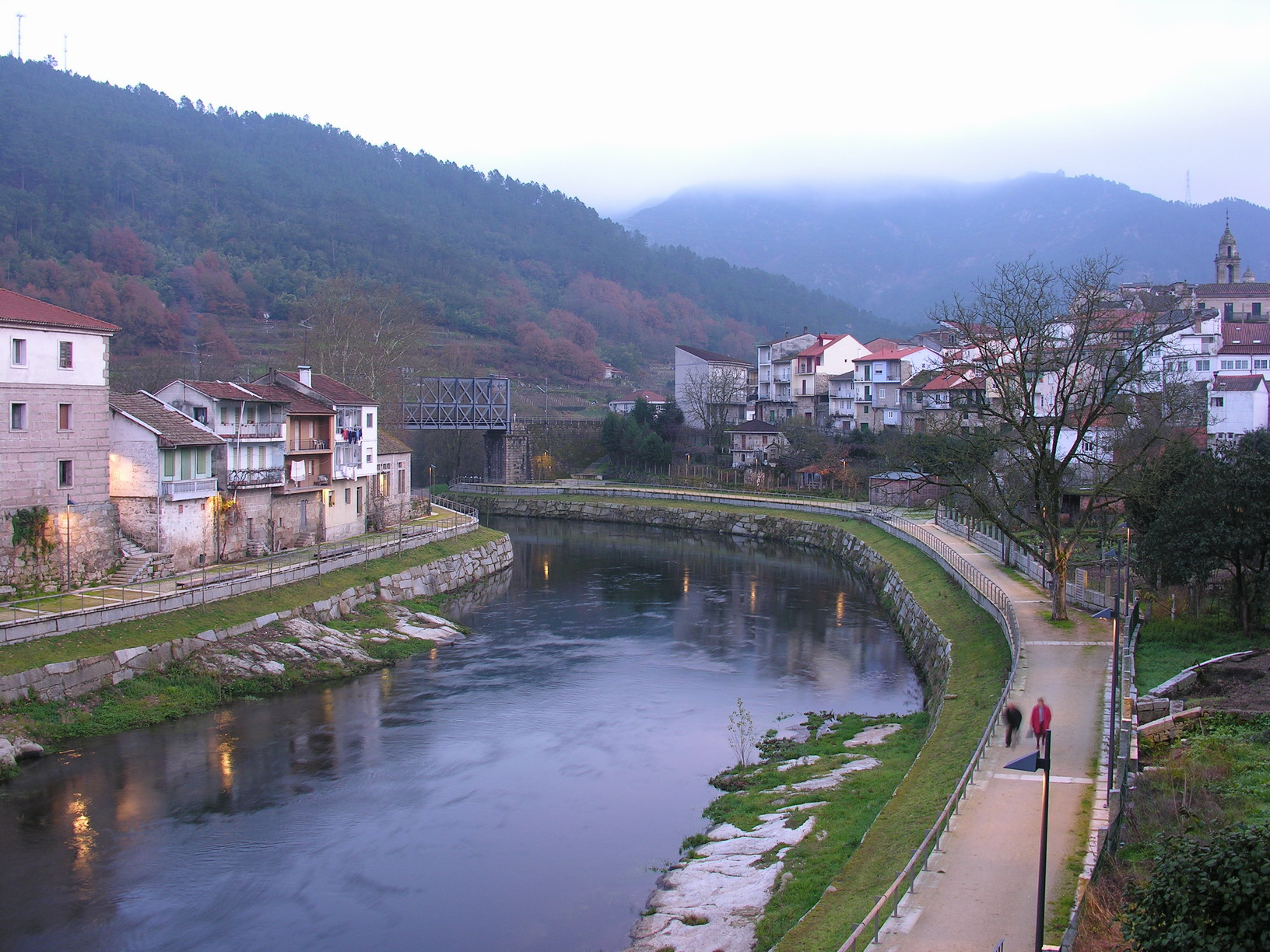
Riu Avia, al seu pas per Ribadavia (Ourense)

Després dels períodes, alguns breus, de provincialisme, federalisme i regionalisme de finals del segle xix, el 1907 sorgeix l'etapa de la Solidaritat Gallega, fins a la Primera Guerra Mundial, amb l'objectiu d'aconseguir un front electoral unificat per a eliminar amb el caciquisme i assolir la representació gallega que, tanmateix, fracassarà.
Una primera etapa, fins Primo de Rivera va ser marcada per les Irmandades da Fala, "Germandats de la Parla", amb una preocupació fonamental per a la defensa de la llengua. En estendre's, van confluir amb una idea política de galleguisme. Vicente Risco i Otero Pedrayo van treballar en l'aspecte cultural i van tenir la seua contrapart política en les figures de Porteira i Lois Peña Novo. Després va sorgir la Xeración Nós, "Generació Nosaltres", al voltant de la revista homònima.
En la Segona república espanyola hi havia dues tendències fonamentals: una relacionada amb l'Organització Republicana Gallega Autònoma i l'altra del Partit Galleguista (PG). El PG va sorgir de la unió de diverses tendències representades en les figures de Vicente Risco, Otero Pedrayo i Ramón Cabanillas entre d'altres. El 1936 el PG, per a aconseguir l'aprovació d'un Estatut per a la Galícia, es va aliar amb el Front Popular. L'Estatut es va presentar a les Corts poc abans del cop d'estat del 18 de juliol de 1936, que donaria començament a la Guerra Civil espanyola.
Després de la transició a la democràcia, Galícia va ser reconeguda com a nacionalitat i es va constituir com a comunitat autònoma amb l'aprovació del seu Estatut d'Autonomia el 1981.

## Prehistòria

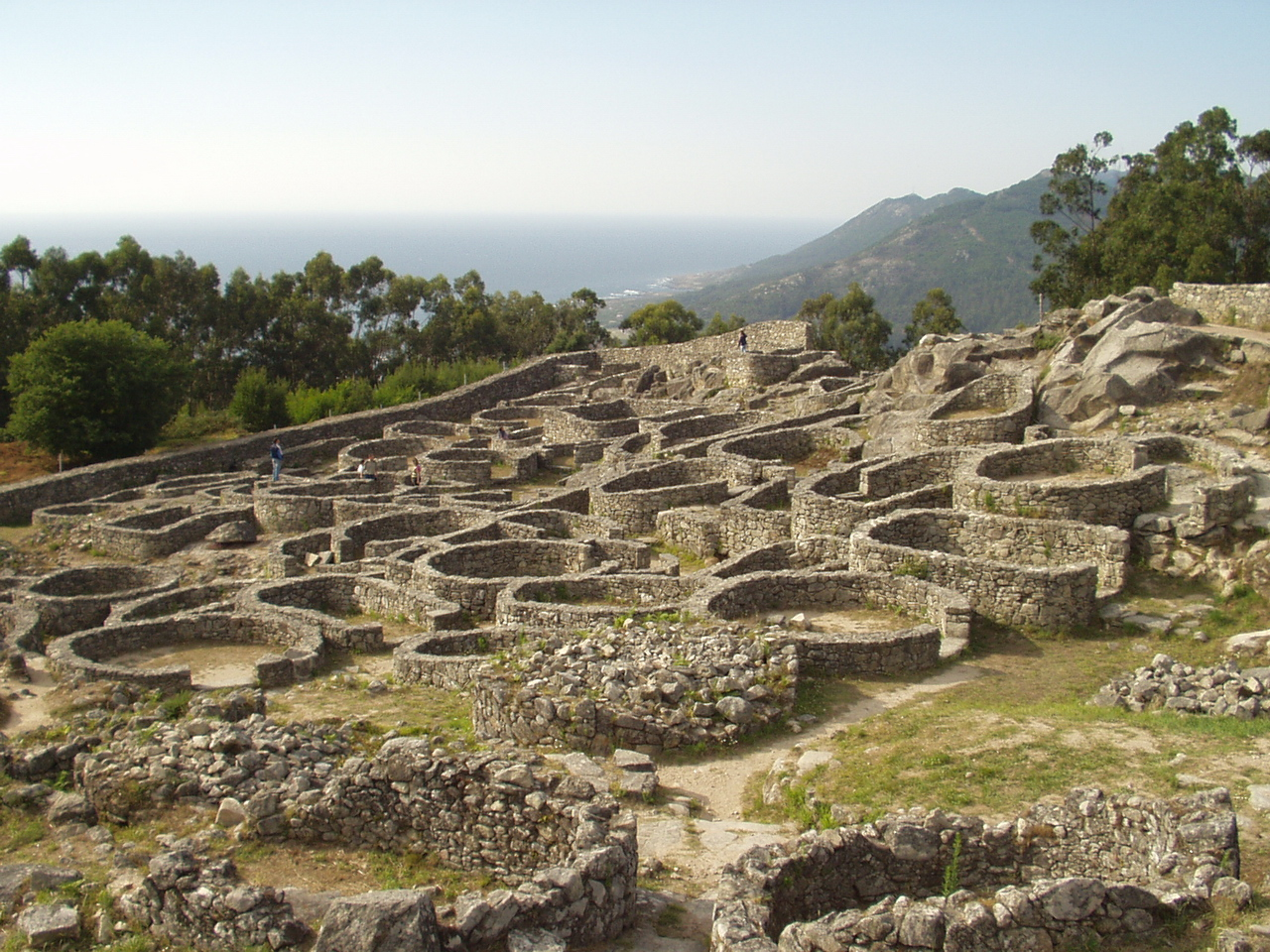
Castro de Santa Trega

El país ja fou habitat en el Paleolític inferior, segons indiquen les troballes de Camposancos (A Guarda) de la cultura Camposanquiana, potser datats en el 35.000 aC. Els principals substrats humans existents al país són:
- Cromanyó (necròpolis d'A Lanzada, Pontevedra)
- Mediterrani, bru i baixet, aparegut durant el Neolític
- Nòrdic i alpí, cèltic, aparegut durant l'edat de bronze.

Del 26.000 aC al 18.000 aC daten els jaciments aixelians de Gándaras de Buiño (Pontevedra) i Toén (Ourense), i del 8000 aC els epipaleolítics dels abrics de Muras i Vilalba, de la cultura dels concheros o kjoekkenmaeddings.
Durant el Neolític, endemés, també aparegueren molts megàlits, com les mamoas (sepulcres en túmul), modias, medoñas i anta (dòlmens funeraris), abundants a la Corunya i Vilagarcía de Arousa.
La cultura megalítica va ser la primera gran cultura identificada, caracteritzada per la seva capacitat constructora i arquitectònica. La cultura megalítica va deixar enormes monuments de pedra de caràcter funerari: dòlmens. Va tenir la màxima esplendor en el tercer mil·lenni aC.
Entre el 1900 i el 1500 aC arriba la metal·lúrgia, especialment el bronze i el coure, apareixen les eines e les armes de metal. També són d'aquesta època els anomenats "petròglifs" (gravats rupestres en pedres a l'aire lliure). Les comunitats ja dominaven l'agricultura i els fruits els dipositaven en ceràmica i ja es comercialitzava amb altres països atlàntics.
Durant el primer mil·lenni la cultura megalítica anirà evolucionant cap a una cultura més autòctona del nord-oest de la Península Ibèrica: la cultura castrexa. Contribuirà a la formació d'aquesta cultura el comerç amb altres pobles de l'oceà Atlàntic i del Mediterrani. La característica més peculiar d'aquesta cultura són els assentaments anomenats castros, els quals són poblacions murallades, on predominen les formes circulars i situades de manera estratègica en llocs fàcils de defensar.

## Edat antiga i conquesta romana

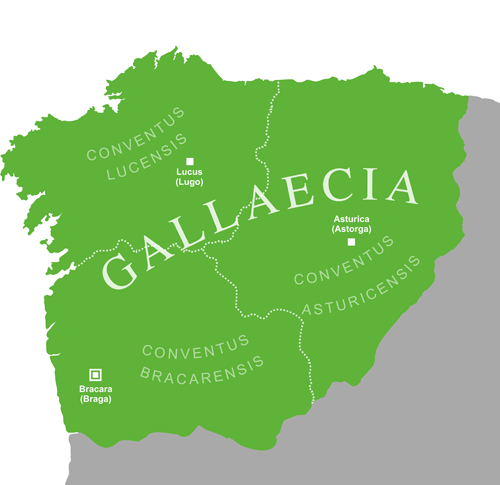
Mapa de Gallaecia amb la divisió provincial del.

Del 1900 al 600 aC es desenvolupà una important cultura del bronze, l'exponent de la qual és el tresor de Caldas de Reis, amb joies d'or massís descobertes en 1940. Es va introduir l'agricultura de cereals itinerants mitjançant el sistema de rozas, i fou un focus metal·lúrgic important (potser eren la Casiderites dels fenicis). També es trobaren petroglifs a la vall de Lérez, destrals a San Xoán de Lagoa (Lugo) i punyals d'antenes de bronze.

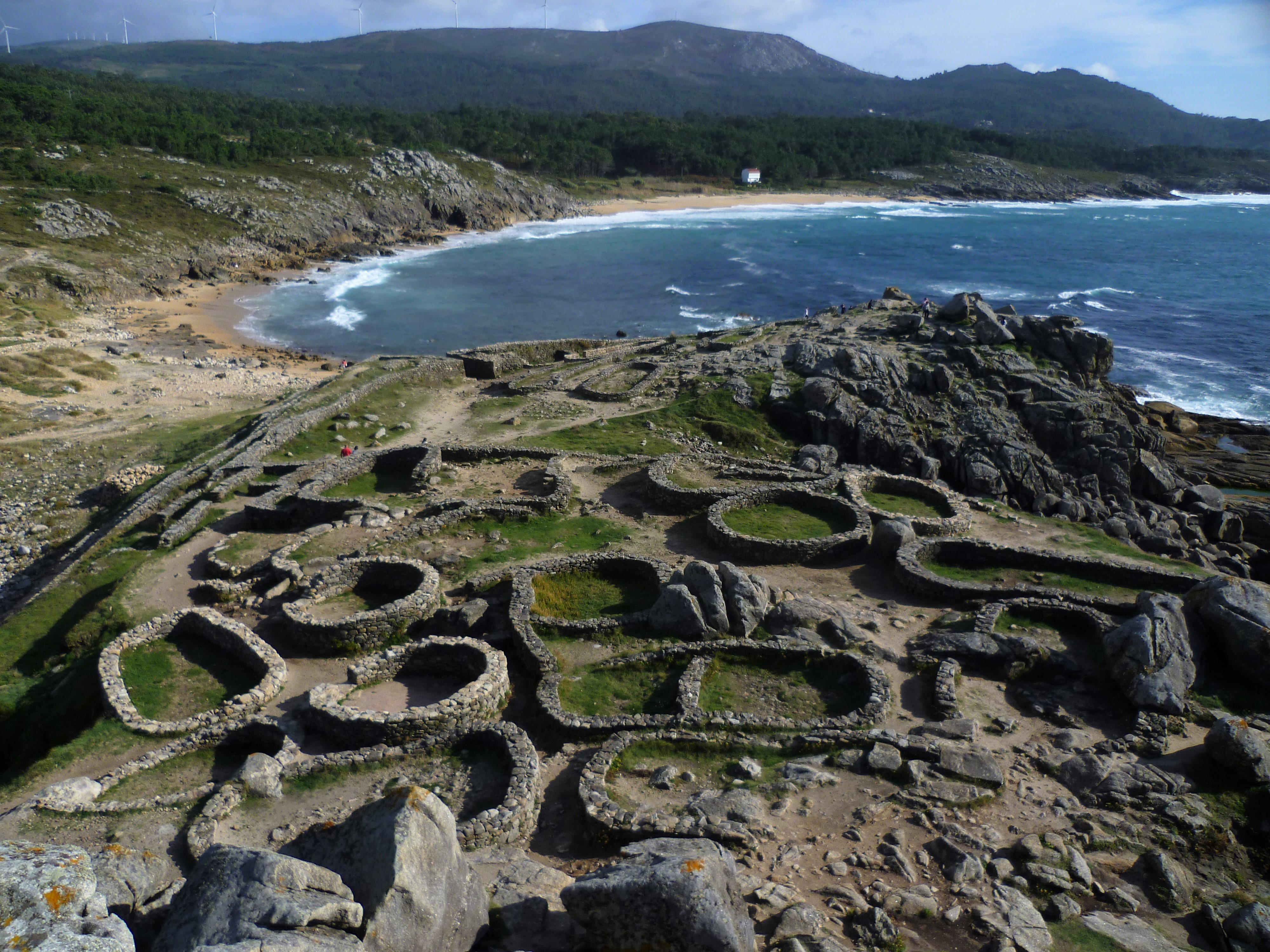
Castro de Baroña, a Porto do Son.

A finals d'aquesta època potser hi vivien els Oestrymniae, descrits com a hàbils navegants que contactaren amb Irlanda i Bretanya, fet que fou esmenat pel romà Ruf Fest Aviè a l'Ora maritima, o periple pel Cap Ortegal.
També, segons la llegenda, cap al primer mil·lenni el cabdill dels brigantins, el mític Breogán, s'establí a l'actual la Corunya, mentre que el seu fill Irth, que volia veure Erin des de les Torres d'Hèrcules, marxà cap al sud a buscar-les. Potser això explicaria l'establiment dels celtes safeites, i els dòlmens i sepultures de Casota do Paramo, Barbanza, San Xulián de Cabaleiro i cambres de corredor curt a Arca de Barbanza. També hi ha d'altres troballes cèltiques a Troña (Pontevedra), Santa Trega, Cuaña (Lugo) i O Hío.
Posteriorment s'hi desenvolupà la Cultura dels Castros. Els castros són recintes fortificats situats en llocs elevats, amb cases de planta circular o el·líptica i protegits per muralles i fossats, dels que se'n compten uns dos mil. Els seus habitants practicaven el conreu de cereals i la ramaderia ovina, porcina i bovina i també la recol·lecció de marisc i la pesca.
La Gal·lècia (en llatí Gallaecia) fou una regió, i més tard província romana, situada al nord-oest de la península Ibèrica, abraçava bàsicament l'actual Galícia i el nord de Portugal. Estava poblada per les tribus dels galaics bràcars (gallaeci bracarii) o callaics bràcars (callaici bracarii); i dels gal·lecis lucenses (callaici o gallaeci lucenses); els àrtabres també hi vivien però eren considerats un poble diferenciat. Astúries i part de Lleó són atribuïdes a aquesta província (el convent jurídic d'Asturiga, avui Astorga).

El 137 aC els romans visitaven per primera vegada el territori castrexo, a través d'una expedició, al 61 o 60 aC Juli Cèsar arribà amb seu potent exèrcit a aquelles terres, i finalment l'any 26 aC, August aconseguirà el domini total de la Gal·lècia, que va quedar dividida en tres convents (conventus iuridici): Lucus Augusti, Asturica Augusta i Bracara Augusta.
La província tenia dos convents jurídics: Bracara Augusta (Braga), a la part sud; i Lucus Augusti (Lugo), a la part al nord del riu Miño. Lucus Augusti comprenia 16 ciutats dels celtes, a més de la ciutat dels àrtabres (considerats no celtes o, si més no, un poble diferenciat) i la dels lebuns, amb una població entre 150 i 200 mil habitants. El convent de Bracara Augusta tenia 24 ciutats de població celta i una població similar a l'altre convent.

## Edat mitjana
Cap al 409 els sueus, poble germànic, van invadir la península Ibèrica juntament amb els alans i els vàndals hasdings i silings. S'establiren a la província de Gallaecia, i el 411 pactaren un foedus amb l'emperador Honori similar al que els visigots els va permetre d'establir-se a la Viennensis. Així es formà el Regne Sueu que fou independent fins a la conquesta el 585 del rei visigot Leovigild. Els visigots hi nomenaren un comes que governava el país dels sueus, i només del 697 al 701 el rei visigot Vítiza s'hi instal·là com a rei quan instal·là la capital a Tui. Finalment, foren atacats pels àrabs i el 714 Muza ibn Nusayr arribà a Lugo.
Durant un temps va formar part de la regió nord-oest d'Al-àndalus, i fou governada pels Beni-Alfonso, que eren gallecs. Però el 740 el rei Alfons I d'Astúries va conquerir Tui, Lugo i Braga, i finalment Fruela I d'Astúries el 764 va incorporar al seu Regne d'Astúries i Lleó tota Galícia. Hi va nomenar un comes galleciae i va repoblar el país fins als marges del Miño, però pel 768 s'hi revoltà el seu germà Vinimarà amb ajut gallec, que fou vençut i executat.
Durant el segle ix-X era una zona rural dividida en comissa (districtes) que incloïen villae sotmesos als domini. D'ací es formarien les viles, vilares i casais, explotacions agrícoles que evolucionaren fers a formes senyorials, i l'establiment dels bisbes i nobles d'origen visigot reforçà els llaços de protecció. Uns pocs nobles, com el comte de Présares, i els monestirs de Sobrado i Celanova, ho tenien gairebé tot.
Endemés, cap al 813 es descobrí a A Maiaper part del bisbe d'Iria Flavia, Teodomir, el suposat sepulcre de l'apòstol Sant Jaume o Santiago, el qual reberà un giro (acotament) territorial que serà la base del futur bisbat.

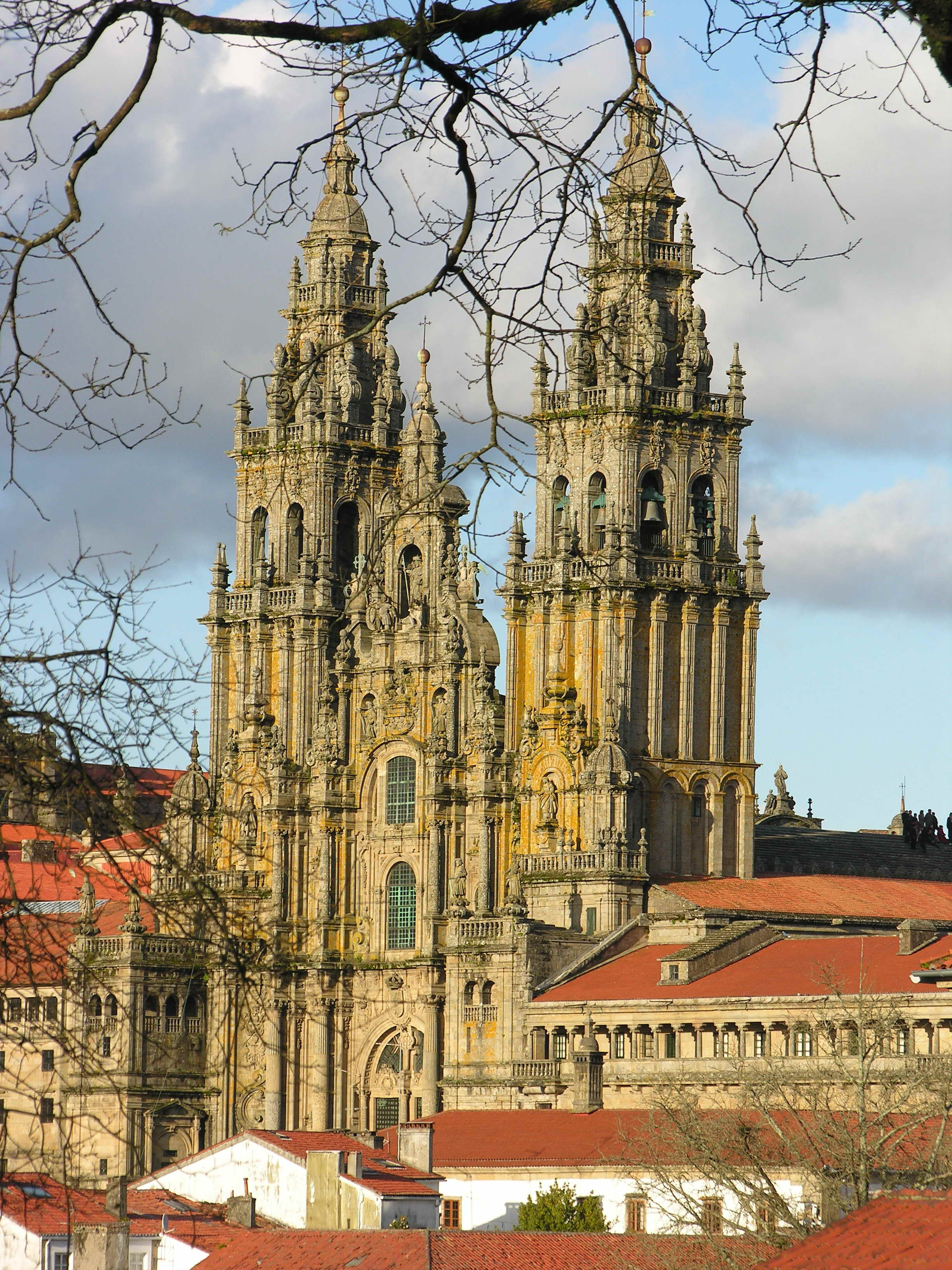
Catedral de Santiago de Compostel·la.

Cap al 782 el rei Silo d'Astúries vencé una sublevació de gallecs a Cebrero, i fins i tot el 866 Fruela Bermúdez, comes gallec, va usurpar el tron a Alfons III d'Astúries uns mesos. Tanmateix, les diverses catàstrofes en forma d'invasions normandes i sarraïnes van permetre el sotmetiment del país al regne d'Astúries. Ja el 844 els vikings atacaren la Corunya, d'on foren expulsats per Ramir I d'Astúries, i el 858 els gallecs els rebutjaren un altre cop amb ajut d'Ordoni I d'Astúries. El 866-871 el bisbe Gonçal de Mondoñedo va enfrontar-se a una forta invasió vikinga, que es va repetir el 896, però amb musulmans, i que fou neutralitzada pel comte gallec Gonçal Sánchez i pel bisbe Rudesind de Mondoñedo després d'arrasar la primera església construïda a Compostel·la. Fou en aquests anys quan es formaren les primeres unitats polítiques específicament gallegues, el Regne de Galícia, i el Bisbat de Santiago de Compostel·la.
El territori gallec, inicialment incorporat al Regne d'Astúries, aviat conformarà una entitat política pròpia coneguda durant diversos segles com Regne de Galícia, la corona va ser compartida gairebé ininterrompudament amb els regnes d'Astúries primer i de Lleó després. Cal destacar especialment la regió galaica situada al sud del riu Miño, que el 1139 s'independitzaria amb el nom de Portugal.
Cal destacar des del segle ix el culte a la figura de l'Apòstol Santiago a Santiago de Compostel·la, que va conferir a Galícia una importància clau dins de l'enfortiment ideològic dels regnes cristians ibèrics durant la Reconquesta, erigint-se com a centre religiós i destinació de pelegrins que van enfortir els enllaços amb Europa. El Camí de Sant Jaume es va convertir en un eix cultural pel qual es van estendre, entre d'altres, l'art romànic o la lírica dels trobadors. Cal destacar que en aquesta època la llengua galaicoportuguesa era la llengua de cultura de la major part de la península Ibèrica com ho era l'occità a Catalunya.
Amb aquests precedents, i després d'un dificultós segle X (amb violentes incursions vikings i àrabs), Galícia coneix en els segles XI i xii una època d'esplendor en el polític, el religiós i el cultural. Data d'aquesta època la construcció de diversos grans monestirs (Oseira, Monestir de Santa María de Sobrado...), al costat de l'inici de la Catedral de Santiago de Compostel·la. Aquesta esplendor entra en declivi a partir del segle xiii en traslladar-se el centre de poder a Castella amb Ferran III.
L'edat mitjana conclou a Galícia amb la Revolta Irmandiña, un alçament de les classes populars contra l'opressió senyorial. Encara que la revolta va ser finalment derrotada gràcies al suport de la monarquia castellana, va provocar un important debilitament dels senyors feudals a favor del poder monàrquic.

## Edat moderna
Després de la unificació dels regnes peninsulars a la Monarquia Hispànica, l'òrgan de govern del regne de Galícia va ser la Junta do Reyno, creada el 1528. Fins a la seva dissolució, aquest òrgan va constituir l'expressió política del regne, si bé la seva existència va ser poc significativa durant tot l'Antic Règim. Durant aquest període va ser una constant la reivindicació del vot a les Corts de Castella, ja que el Regne de Galícia estava representat en ella per la ciutat de Zamora.

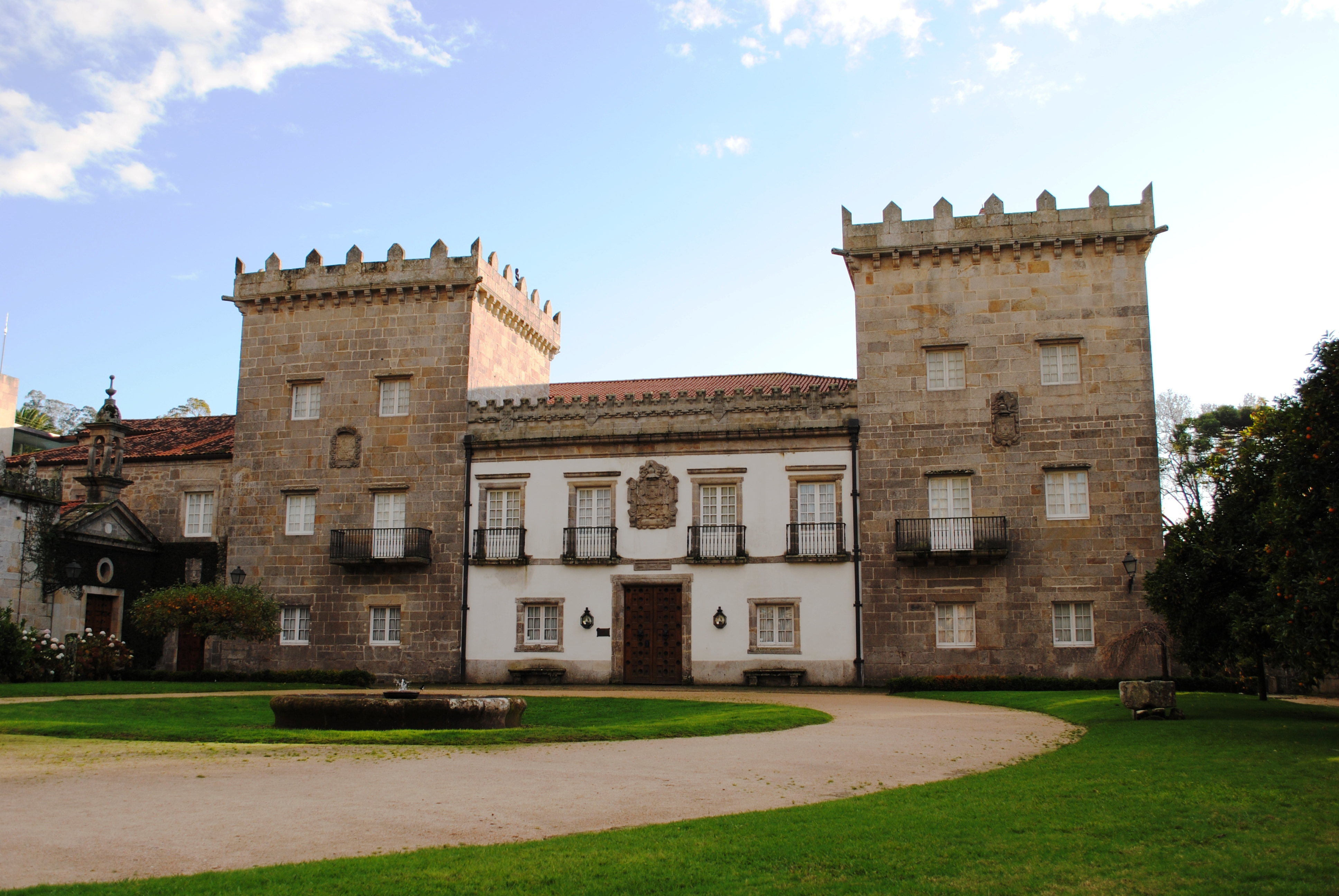
Pazo Quiñones de León, a Castrelos (Vigo).

A nivell socioeconòmic, l'estabilitat política i l'escapçament de la noblesa donen lloc a tres trets propis d'aquest període com són la prosperitat dels fidalgos (que viuen als pazos del cobrament dels fòrums als camperols), l'auge dels monestirs, i una expansió demogràfica sense precedents, recolzada en el cultiu del blat de moro i la patata procedents d'Amèrica.
El creixement econòmic es va veure no obstant interromput en alguns períodes, com va passar amb la guerra angloespanyola de 1585-1604, amb episodis com la batalla de Rande o el setge de la Corunya, o la guerra contra Portugal (1640-1688).
En l'àmbit cultural, la creació de la Universitat de Santiago (1495) i l'esplendor artístic del barroc gallec en arquitectura i escultura són també dues fites d'aquest període. En contrast, a partir de l'escriturització normativa en castellà començada temps enrere per Alfons el Savi, el gallec com a llengua va començar una decadència accelerada dins del procés d'uniformització d'Espanya, passant pels anomenats séculos escuros («segles foscos»), en què la supervivència de l'idioma va ser només oral.

## Edat contemporània

### Seglexix

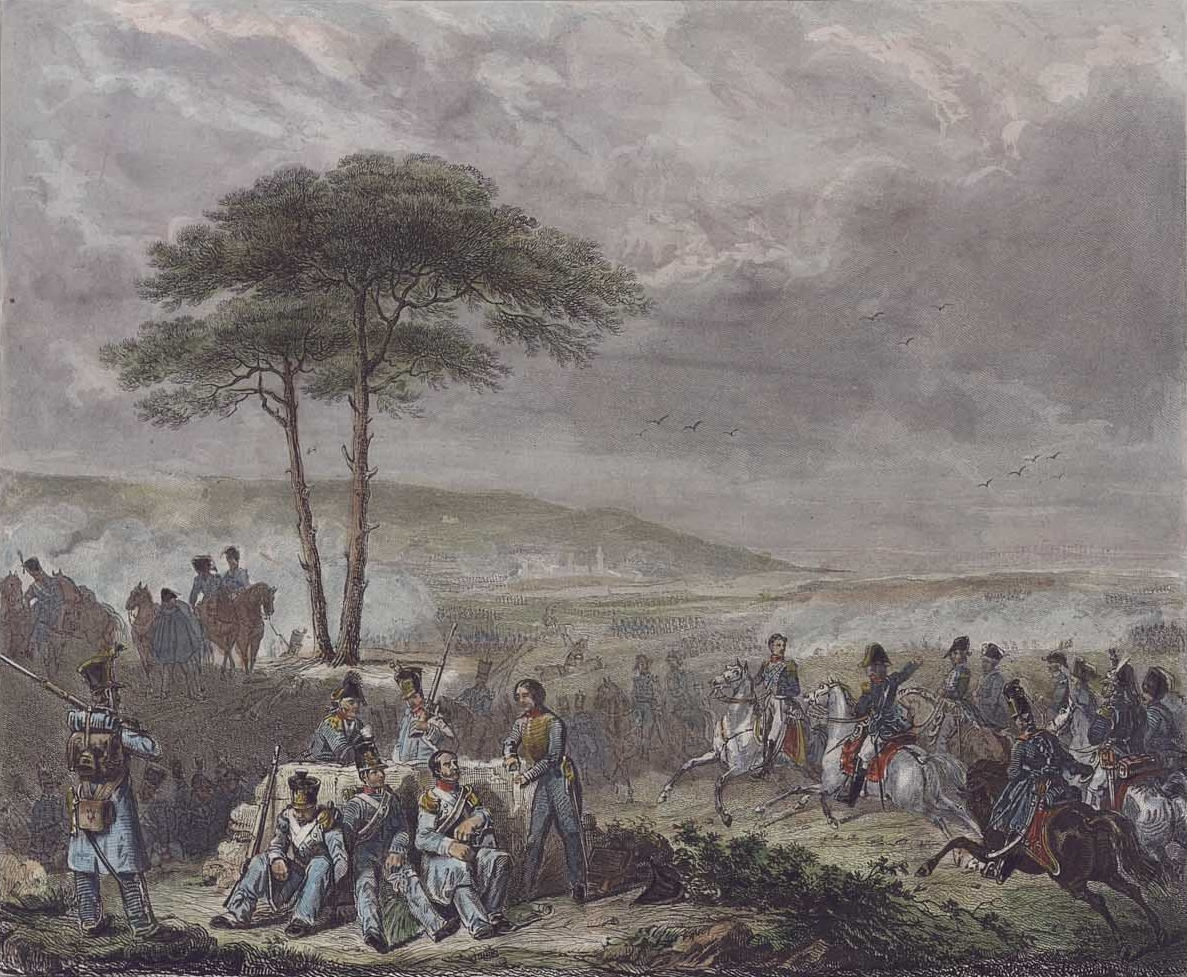
Batalla d'Elviña (La Corunya), el 16 de gener de 1809.

Després de la invasió napoleònica, les guerrilles populars aconsegueixen fer de Galícia el primer territori espanyol alliberat de l'exèrcit francès (any 1809). Això no obsta perquè l'impuls liberal heretat de la Revolució Francesa estigui present al llarg de tot el segle xix enfront de les polítiques i els valors de l'Antic Règim. Manifestació d'aquest nou clima són la Constitució de 1812 i la desaparició de l'absolutisme monàrquic després de la mort de Ferran VII (1833).
L'eliminació del règim senyorial i la desamortització eclesiàstica són dos reformes fonamentals del regnat d'Isabel II. En l'àmbit social cal destacar a Galícia fenòmens com l'aparició del caciquisme local (especialment en el món rural), l'èxode cap a les ciutats a conseqüència de la revolució industrial, i l'emigració a Amèrica a partir de la segona meitat del segle, tot això en un context de greu endarreriment econòmic i escassa modernització de les tècniques productives.
Paral·lelament, Galícia va perdre la seva representativitat com a unitat administrativa i va desaparèixer la Junta del Regne de Galícia (1833). És quan neixen les actuals quatre províncies gallegues que estructuren el territori sota administració del govern espanyol. Posteriors reformes que van accentuar aquest gir centralitzador va incitar el sorgiment dels primers moviments polítics que van defensar a Galícia davant aquesta pèrdua de poder (carlisme, provincialisme, federalisme, regionalisme…).
Un episodi dramàtic relacionat amb aquesta lluita va ser el pronunciament de Miguel Solís Cuetos, que va aixecar en armes a una part de l'exèrcit en contra del règim autoritari de Narváez. Van ser derrotats en la batalla de Cacheiras, el 23 d'abril de 1846, i afusellats els supervivents, coneguts a partir d'aquí com els Màrtirs per la Llibertat o Màrtirs de Carral.
A la segona meitat del segle, el Rexurdimento va suposar una temptativa culturalista de defensa de la galleguitat posterior a la temptativa política, la consolidació de la consciència de diferenciació cultural unit a un ideal polític. Això va suposar la recuperació de la llengua gallega com a vehicle d'expressió social i cultural. D'aquesta època són escriptors com Rosalía de Castro, Manuel Murguía, Manuel Leiras Pulpeiro o Eduardo Pondal, entre d'altres.

### Segle XX
Després dels moviments galleguistes i liberals del segle xix, va sorgir l'etapa de la Solidaritat Gallega, des de l'any 1907 fins a la Primera Guerra Mundial, amb l'objectiu d'aconseguir un front electoral unit per eliminar el caciquisme i aconseguir una representació gallega (el que es va saldar amb un fracàs).
Una primera etapa, fins a la Dictadura de Primo de Rivera, és la marcada per les Irmandades da Fala, amb una preocupació fonamental per la defensa de la llengua gallega. En estendre's, va quallant de nou la idea política del galleguisme. Així, Vicente Risco i Otero Pedrayo van treballar en l'aspecte cultural i van tenir contrapart en l'aspecte polític Porteira i Lois Peña Novo. El relleu el van constituir l'anomenada Xeración Nós, al voltant de la revista del mateix nom, acompanyada del 1920 a la Segona República per una preocupació per la creació d'un galleguisme controlat i instrumental des del poder polític central.
En la Segona República havia dues tendències fonamentals: la corresponent a l'Organització Republicana Gallega Autònoma (ORGA) i la contrapart en el Partit Galleguista (PG). El PG sorgeix de la unió de diverses tendències representades en les figures de Vicente Risco, Ramón Otero Pedrayo, Ramón Cabanillas Enríquez, Ramón Suárez Picallo, Alfonso Daniel Rodríguez Castelao, etc. El 1936 el PG, per aconseguir l'estatut per a Galícia, es va aliar amb el Front Popular, i com a resultat d'aquesta aliança va sofrir una escissió. No obstant això, es va aconseguir l'Estatut i Castelao es va presentar a les Corts poc abans de la Guerra Civil espanyola.

### Guerra Civil i franquisme
Galícia va ser una de les regions, juntament amb Castella la Vella, Lleó, dos terços Saragossa i Càceres, on va triomfar el cop d'Estat que va desencadenar la Guerra Civil. La repressió franquista que es va desencadenar a continuació va acabar amb els partits, els sindicats i l'ordre democràtic republicà. Galícia, que no va ser mai front de guerra, amb una important influència del clergat sobre les zones rurals deprimides i una escassa resistència al cop d'Estat, va patir la repressió dels revoltats, ascendint la xifra d'assassinats i executats després de judicis sumaríssims per delictes de "traïció" i "auxili a la repressió" a 4.560, de les quals, 836 es van produir basant-se en un judici, i la resta extrajudicials. Persones de tota condició social o ideologia van ser víctimes de la repressió: els quatre governadors civils en el moment de la revolta, la dona del governador de La Corunya, Juana Capdevielle, destacada intel·lectual feminista que estava embarassada en el moment de la seva execució, alcaldes galleguistes com Ángel Casal a Santiago de Compostel·la, socialistes com Jaime Quintanilla a Ferrol, o Emilio Martínez Garrido a Vigo, diputats del Front Popular (Antonio Bilbatúa, José Miñones, José María Díaz i Díaz Villaamil, Ignacio Seoane, o exdiputats com Heraclio Botana), militars que es van mantenir lleials a la República, com els generals Rogelio Caridad Silva, Enrique Salcedo Molinuevo, i el contraalmirall Antonio Azarola, o els fundadors del Partit Galleguista (històric), el catòlic i conservador Alejandro Volta Iglesias. En paral·lel, per a moltes persones vinculades a la República va començar l'etapa de l'exili.
Alguns moviments d'esquerra resistent van crear petits grups de guerrilles amb líders com José Castro Veiga o Foucellas (Benigno Andrade), que van acabar sent detinguts. En els anys 60, ministres com Manuel Fraga Iribarne van introduir certes reformes aperturistes alhora que els tecnòcrates de l'Opus Dei van modernitzar l'administració i van obrir l'economia espanyola al capitalisme. Galícia, va aportar matèries primeres i energia hidroelèctrica jugant un paper important en les polítiques industrialitzadores de l'Estat que van conduir a l'anomenat "miracle econòmic espanyol". Van anar apareixent iniciatives dinamitzadores com la instal·lació de Citroën a Vigo, la modernització de la indústria conservera i la flota pesquera de gran alçada, i un esforç de la pagesia per modernitzar les seves petites explotacions bolcant-se especialment en la producció de llet de boví. A la província d'Orense, l'empresari i polític Eulogio Gómez Franqueira va dinamitzar el sector agropecuari amb una experiència cooperativista que va catapultar la producció i comercialització agroalimentària (Coren).
Els anys setanta van entrar en una fase d'agitació universitària, agrària i obrera. El 1972 va haver vagues generals a Vigo i Ferrol, nuclis industrials amb abundant activitat sindical. A Ferrol, en una manifestació, la policia va matar dos obrers de la drassana. Sobre aquests fets el bisbe de Mondoñedo-Ferrol, Miguel Ángel Araújo Iglesias, va escriure una pastoral que no va ser ben rebuda pel franquisme.

### En democràcia

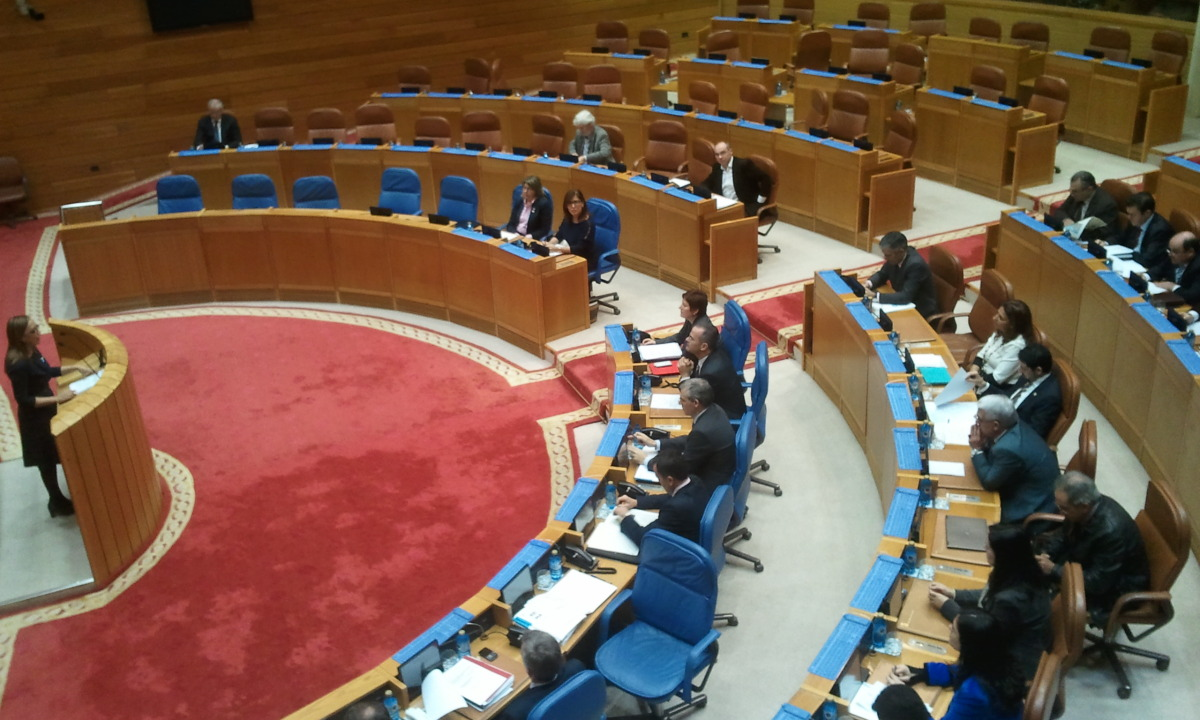
Interior del Parlament de Galícia.

La mort del general Franco el 1975 va donar pas a un procés de transició a la democràcia, en què Galícia va recuperar el seu estatus com a regió autònoma dins d'Espanya amb l'estatut d'autonomia de 1981. El nou estatus polític suposa un compromís entre l'Estat centralista anterior i un major grau d'independència reclamat per forces nacionalistes com el Bloc Nacionalista Gallec (BNG). El nou govern autonòmic, la Xunta de Galícia, ha estat des de llavors dirigit tant pel Partit Popular de Galícia (amb Manuel Fraga Iribarne com a figura més destacable, president entre 1990 i 2005), com pel PSdeG-PSOE en coalició amb els nacionalistes del BNG. En l'actualitat ha tornat a governar el Partit Popular des de 2009, en la figura d'Alberto Núñez Feijóo.

## Història del nacionalisme gallec
El naixement del nacionalisme gallec es dona amb les Irmandades da Fala, però abans diversos moviments que constitueixen els precedents del nacionalisme pròpiament dit.

### Evolució històrica de Galícia
Durant l'edat mitjana, Galícia va conèixer un breu període d'autonomia com a regne independent, però va tornar aviat al si del regne de Lleó i posteriorment al Regne de Castella a conseqüència de la política de casaments que desmembrà i va tornar a unir la península durant el segle xi fins al XIV. La insostenible situació de la pagesia va desembocar en les Regirades Irmandiñas, revolució de caràcter popular sufocada violentament i sense contemplacions pels Reis Catòlics.
Els anys foscs de Galícia van començar i el gallec va sobreviure en els llogarets, mentre les classes altes i la burgesia van adoptar, majoritàriament, el castellà com a element diferenciador social.

### Precursors
Dins dels precursors es poden assenyalar tres moviments:

#### El provincialisme

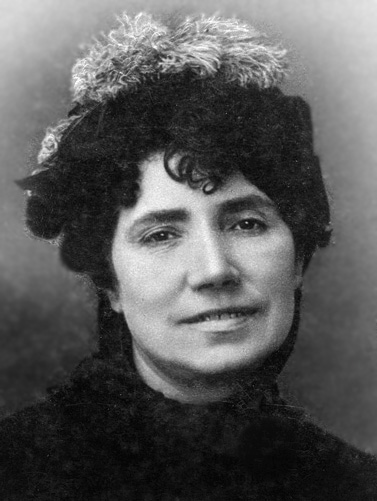
Rosalía de Castro inicià el Rexurdimento pròpiament dit

El provincialisme va néixer el 1840 per a defensar la integritat del territori de Galícia. Aquesta integritat es veia amenaçada per culpa d'un projecte de divisió d'Espanya en províncies que s'havia començat a elaborar després de la mort de Ferran VII. Els provincialistes volien que Galícia constituís una sola província i que no fos dividida en les quatre que avui existeixen.
Hi ha dues etapes en el moviment provincialista: una que va de 1840 a 1846 i una altra que va de 1854 a 1865. La primera etapa es caracteritza per ser un període molt actiu cultural i políticament. És en aquest període quan els provincialistes se sumen al pronunciament del comandant Miguel Solís contra Ramón María de Narváez, que acabarà amb l'afusellament dels Màrtirs de Carral. El segon provincialisme és bàsicament cultural, i és amb aquest quan es produeix el Rexurdimento literari de Galícia.

#### El federalisme
A partir de 1865, i fins i tot 1875, es desenvolupa el federalisme gallec, que aconseguiria el seu cim amb la Primera República Espanyola. Els federalistes propugnaven que Galícia es constituís com un cantó dintre de l'Estat espanyol i que fos regida per la seva pròpia constitució cantonal. Aquesta etapa, no obstant això no és massa important i no va perviure de cap manera.

#### ElRexionalismo
Aquest període es va estendre aproximadament entre 1875 i 1907. En aquest període es va donar una reestructuració cultural i ideològica, en la qual sectors tradicionalistes i conservadors van adoptar les idees galleguistes. El seu esdeveniment destacat va ser la fundació de l'Associació Regionalista Gallega, i va tenir com capdavanters principals a Manuel Murguía i Alfredo Brañas. Remata amb la fundació de la Real Academia Galega i el pas a les Irmandades da Fala.

### Naixement
L'ideari galleguista que havia sorgit amb el provincialisme, es va desenvolupar amb el regionalisme recollit en el segle xx per les Irmandades da Fala, associació de caràcter sociocultural fundada en 1916 i per la qual van passar galleguistes com Antón Villar Ponte, Vicente Risco i Ramón Cabanillas. El començament del nacionalisme gallec pròpiament dit es produeix a l'assemblea que les Irmandades celebren a Lugo el 1918, en la qual es manifesta:
| « | Tenint Galícia totes les característiques essencials de nacionalitat, nosaltres ens nomenem, d'avui per a sempre, nacionalistes gallecs, ja que la paraula regionalisme no recull totes les aspiracions ni tanca tota la intensitat dels nostres problemes. | » |

En aquesta I Assemblea es conclou reivindicar una autonomia total per a Galícia, cap a una federació de nacions de la península; la cooficialitat del gallec i del castellà a Galícia i un lloc per a Galícia a la Societat de Nacions.

### Evolució

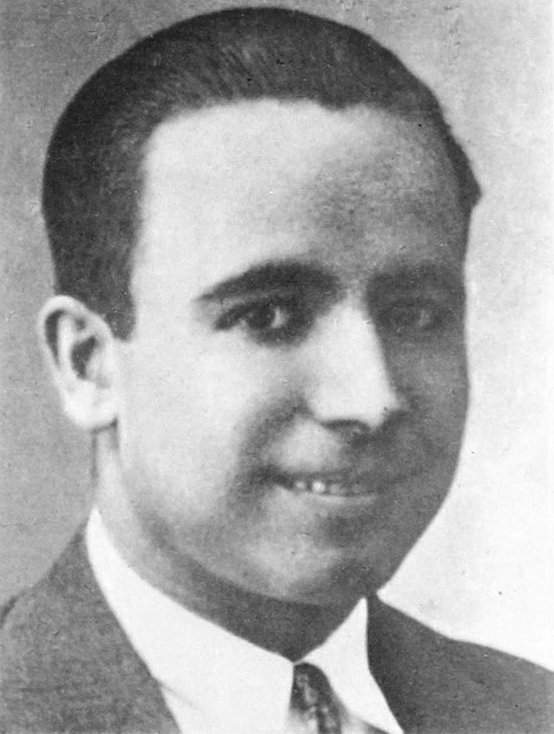
Alexandre Bóveda, nacionalista gallec afusellat el 17 d'agost de 1936 després d'un judici sumari.

El 1922 es va celebrar en Monforte de Lemos una altra Assemblea de les Irmandades da Fala. Allí es van manifestar les diferències entre els dos corrents dins de l'organització: la que propugnava més participació en la política i la que defensava continuar en la línia cultural. Decantant-se a favor de la segona, es va iniciar una etapa de caràcter cultural en la qual va tenir molta importància el Grup Nós. Es va fundar en aquesta època el Seminari d'Estudis Gallecs. La dictadura de Miguel Primo de Rivera va suposar una aturada de sis anys en l'activitat política dels grups galleguistes.
El 1929 va néixer l'ORGA de Santiago Casares Quiroga, una organització gallega de tarannà autonomista, republicà i d'esquerres. Va ser la força impulsora del Pacte de Lestrove, el març de 1930, i de la creació de la Federació Republicana Gallega. Aquesta va arribar un important èxit electoral en les eleccions constituents de 1931, sent la força hegemónica a Galícia amb 15 diputats. Entre ells clars nacionalistes com Antón Villar Ponte, Suárez Picallo o el mateix Ramón Otero Pedrayo integrat a través del Partido Nazonalista Repubricán de Ourense, d'implantació orensana. El 1933 passaria a denominar-se Partit Republicà Gallec, el qual acabaria en l'esfera d'Izquierda Republicana de Manuel Azaña el 1934.
El 1931 va néixer el Partit Galleguista, en realitat unió de diversos grups nacionalistes tant d'esquerres com de dretes, que va fer seu el programa de les Irmandades. Va estar liderat per Castelao i Alexandre Bóveda. El PG va tenir un èxit notable: en quatre anys va passar de 700 a 6.000 afiliats, de tenir 30 grups locals a 150, i de 54.000 a 300.000 vots. El seu objectiu final era la creació d'una república federal amb un estat gallec federat. No obstant això, la seva meta immediata va ser la consecució d'un Estatut d'Autonomia per a Galícia.
El PG, en principi un partit aglutinant, hagué d'aliar-se amb el Front Popular, a causa de la postura antiautonomista dels grups de la dreta espanyola. Aquest fet va provocar dues escissions: Dereita Galeguista de Pontevedra (Xosé Filgueira) i Dereita Galeguista d'Orense (Vicente Risco), que després formarien Dereita Galeguista. Aquestes escissions van ser molt criticades per Castelao.
Amb el triomf del Front Popular a les eleccions de 1936, es va celebrar el 28 de juny un referèndum sobre l'estatut d'autonomia. Va votar el 74,52% de la població i un 99,05% dels votants es va pronunciar afirmativament. Després d'això, va viatjar a Madrid una comissió de diputats de Galícia per a presentar a les Corts l'estatut. No obstant això, la revolta militar del 18 de juliol i la caiguda en mans dels revoltats de Galícia va fer inviable l'aplicació d'aquest estatut.
Durant la dictadura franquista tot el moviment relacionat amb el nacionalisme i la llengua gallega fou durament reprimit. Dirigents nacionalistes com Alexandre Bóveda, Arturo Noguerol o Ánxel Casal (alcalde de Santiago de Compostel·la) foren afusellats durant la Guerra Civil.
El 1963 va néixer el Partit Socialista Gallec (PSG), promogut per Ramón Piñeiro, que mai hi militaria. El PSG es limitava a l'activitat cultural i de formació dels seus membres per a evitar atreure sobre si l'atenció de la repressió franquista. El seu cap, Xosé Manuel Beiras, en la seva obra O atraso económico de Galicia, va realitzar una diagnosi de l'economia gallega com la d'una nació perifèrica que sofria un neocolonialisme socioeconòmic causa del seu subdesenvolupament. Aquesta obra tindria una gran difusió entre la joventut universitària.
El 1963, també es va fundar la Unión do Povo Galego, inicialment un front nacionalista, que en 1966 es va transformar en partit, prenent una orientació comunista. Pretenia trencar amb el culturalisme que s'havia refugiat el galleguisme durant la dictadura franquista. Tenia les seves arrels ideològiques en el marxisme-leninisme, analitzava la societat gallega considerant-la una nació proletària en el context internacional, vinculant-se als moviments d'alliberament nacional del tercer món. Proclamava obertament el dret a l'autodeterminació i la concepció política d'una Galícia sobirana (poder popular) ama de les seves destinacions, però sense reivindicar el separatisme. En coherència amb aquests plantejaments, va passar a l'acció social directa buscant arrelar el nacionalisme a través de conflictes socials i l'agitació. Buscava, així, aguditzar les contradiccions de la dictadura i del capitalisme que, segons entenien, a Galícia tenia un semblant nítidament colonial. La primera posada en escena van ser els terços d'assalt en Castrelo de Miño. El 1971 es van crear els Comités de Axuda á Loita Labrega (antecedent de les Comisións Labregas), i el 1973 l'associació estudiantil Estudiants Revolucionaris Gallecs.

### La Transició
Amb l'arribada de la democràcia, entre els galleguistes s'intenta ressuscitar el galleguisme de centre. En 1975 van aparèixer Unió Democràtica i Esquerra Democràtica, que es van agrupar en el Partit Popular Gallec. D'inspiració europeista i democristiana, va aglutinar a un grup de notables que va patir la pressió dels reformistes del règim i va acabar sent un viver de polítics per a les potents forces estatals que s'estaven configurant i que protagonitzarien la transició.
El cas paradigmàtic seria Xerardo Fernández Albor, captat per Manuel Fraga Iribarne per a assajar una Aliança Popular de caràcter regionalista. Notables del mateix règim van fundar el Partit Gallec Independent, però van sucumbir a l'oferta de Adolfo Suárez de participar en la direcció de la UCD gallega per a donar-li una orientació autonomista i arrelament en el país. Quan UCD passa de coalició a partit es dissoldrien en ella els partits galleguistes de José Luis Meilán Gil i Eulogio Gómez Franqueira.
El 1975 es crea la Asemblea Nacional-Popular Galega, una organització de masses i assembleària amb vocació d'integrar partits i persones sense militància buscant la implantació social del nacionalisme d'esquerres. Amb una estratègia d'agitació social i una estètica revolucionària, la societat gallega de petits camperols i classes mitjanes va ser impermeable a l'oferta, que va acabar teledirigida per la UPG. Aquesta treballava ja en la constitució del Bloc Nacional Popular Gallec per a concórrer a les primeres cites electorals. El 1978 es va fundar de nou el Partit Galleguista.
En el centreesquerra va aparèixer el Partit Gallec Social-Demòcrata (PGSD) en 1974, al que fa falta sumar el Partit Socialista Gallec citat anteriorment. L'esquerra nacionalista seguia estant representada principalment per UPG. El 1976, a proposta de la UPG, es va crear el Consello de Forzas Políticas Galegas, del que formaven part la mateixa UPG, PSG, PGSD, els carlins i el Moviment Comunista de Galícia. En les primeres eleccions del post-franquisme, l'any 1979, el nacionalisme es presentà fragmentat i amb posicions rupturistes que espanten a l'electorat més moderat en un moment de gran incertesa política. Va arribar més del 10 per cent dels vots, sent les forces més votades el Bloc Nacional Popular Gallec amb el 5,86 per cent i la coalició Unidade Galega (Partit Galleguista, Partit Socialista Gallec, Partido Obreiro Galego) amb el 5,54%. Així doncs, el nacionalisme gallec es va quedar fora de les Corts Generals espanyoles i quedava en posicions de marginalitat en el procés de reforma democràtica així com dels ressorts institucionals imprescindibles per al seu creixement.

### Autonomia
Galícia va obtenir el seu Estatut d'Autonomia el 6 d'abril de 1981, quedant definida com a nacionalitat històrica, al nivell de Catalunya i País Basc. El nacionalisme s'havia auto-marginat del procés estatutari per entendre'l insuficient, encara que el Partido Obreiro Galego de Camilo Nogueira (una escissió de la UPG), i el Partit Galleguista van treballar en el consensuat Estatut dels Setze, que les adreces polítiques centrals de les forces estatals acabarien retallant.
En les eleccions al Parlament de Galícia de 1981, el nacionalisme gallec torna a presentar-se dividit. El Bloc Nacional Popular Galego en coalició amb el PSG, ja sense Beiras, obté 3 escons i el 6 per cent dels vots. Això va ser considerat un èxit donada l'absència d'instruments institucionals i comunicatius. A més el nacionalisme radical havia consolidat una divisió crònica amb forces antisistema i independentistes com Galicia Ceibe-OLN. Alguns grupuscles havien optat per la lluita armada seguint el deixant que havia marcat l'assassinat de Moncho Reboiras per la policia franquista. En aquest context l'esforç de participació pacífica i institucional del BNPG-PSG es veuria truncat per l'expulsió dels seus diputats al negar-se aquests a jurar la Constitució. El Partit Galleguista amb el 4 per cent dels vots no obtenia representació. D'aquesta manera, l'única força que quedava activa en el Parlament autonòmic va anar en aquesta primera legislatura Esquerda Galega, hereva del Partit Obreiro Galego. El seu únic diputat seria Camilo Nogueira, amb el 4% dels vots.
Aquesta força mostraria una tendència a créixer contrastada en posteriors comicis d'àmbit divers. Les contradiccions d'UCD en el procés estatutari, donaven pas a una Aliança Popular amb una retòrica galleguista molt marcada que va aparèixer victoriosa posant de manifest, segons la majoria dels analistes, que s'obria un espai per al nacionalisme de centre. El primer intent ja ho havia protagonitzat Unidade Galega, que integrava al Partit Galleguista i altres forces més a l'esquerra de perfil moderat i que havia obtingut un suport important en les ciutats gallegues en les primeres eleccions municipals, arribant a aconseguir l'ajuntament de La Corunya. Però les tensions ideològiques internes van acabar amb la coalició.

El Bloc Nacionalista Gallec és el partit polític nacionalista gallec més votat

A les eleccions al Parlament de Galícia de 1985, Coalició Gallega s'estrenava brillantment amb el 13 per cent dels vots i 11 escons, frenava el creixement d'Aliança Popular malgrat el perfil autonomista d'aquesta i es convertia en clau. No obstant això els seus diputats es van veure temptats per les forces estatals i van caure en divisions i subdivisions fins a acceptar el desembarcament del líder real d'Aliança Popular a Galícia Xosé Luis Barreiro Rivas, després del seu intent d'enderrocar des de dintre de la Xunta de Galícia a Xerardo Fernández Albor. Desallotjat Albor de la presidència mitjançant una moció de censura, naixeria un govern autonòmic tripartit amb dos partits nacionalistes en el poder: Coalició Gallega (ara en mans de Barreiro Rivas) i el Partit Nacionalista Gallec ineficaçment dirigit per Pablo González Mariñas que paradoxalment havia estat el candidat del Coalició Gallega a la Presidència. La presidència de la Junta va ser per al PSdeG, en un moment que aquesta partit propiciava la reconversió industrial, les quotes làcties, les retallades de la flota pesquera o el recurs d'inconstitucionalitat contra la llei de normalització lingüística aprovada per unanimitat en el Parlament de Galícia.
Aquestes contradiccions van ser castigades electoralment en els comicis autonòmics: Manuel Fraga Iribarne s'emparava del Govern de Galícia en coalició amb una força nacionalista moderada, Centristes de Galícia, una escissió per la dreta de Coalició Gallega. El líder d'aquest partit, Victorino Núñez passaria a ser el president del Parlament de Galícia En aquests comicis el Bloc Nacionalista Gallec, ja clarament procliu al treball institucional, iniciava una carrera ascendent, ocupant espais de centre-esquerra de la mà de Beiras. El nacionalisme havia perdut deu anys d'història en la seva automarginació en la transició i el procés estatutari, però acabaria sent la tercera força política de Galícia i una alternativa als repetits mandats de Garrotxa. Les restes menys ideologitzades d'una moribunda Coalició Gallega assajarien candidatures en comicis locals amb discret èxit (Converxencia Democràtica Galega amb 137 regidors en les eleccions municipals de 1991) o nul (Democracia Galega, amb 36 regidories en les de 1999). El Partit Nacionalista Gallec s'integraria en el BNG.